# Bellator gymnostethus
Bellator gymnostethus és una espècie de peix pertanyent a la família dels tríglids.

## Descripció
- Fa 15 cm de llargària màxima (normalment, en fa 12).[5][6][7]

## Hàbitat
És un peix marí, demersal i d'aigües fondes (24°N-13°S) que viu fins als 121 m de fondària.

## Distribució geogràfica
Es troba al Pacífic oriental: des de la Baixa Califòrnia fins al Perú.

## Observacions
És inofensiu per als humans.